# Knottrig spökfoting
Knottrig spökfoting (Macrosternodesmus palicola) är en mångfotingart som beskrevs av Henri W. Brölemann 1908. Knottrig spökfoting ingår i släktet Macrosternodesmus och familjen spökdubbelfotingar. Arten är reproducerande i Sverige. Inga underarter finns listade i Catalogue of Life.